# Cataglyphis foreli
Cataglyphis foreli är en myrart som först beskrevs av Mikhail Dmitrievich Ruzsky 1903.  Cataglyphis foreli ingår i släktet Cataglyphis och familjen myror.

## Underarter
Arten delas in i följande underarter:
- C. f. bucharicus
- C. f. foreli
- C. f. murgabicus